# Cylichna grimaldii
Cylichna grimaldii is een slakkensoort uit de familie van de Cylichnidae. De wetenschappelijke naam van de soort is voor het eerst geldig gepubliceerd door Dautzenberg.